# 해변에 얽힌 에세트라
〈해변에 얽힌 에세트라〉(일본어: 渚にまつわるエトセトラ 나기사니마츠와루에토세토라[*], 또는 해변에 얽힌 etc.)는 일본의 여성 그룹 PUFFY의 네 번째 싱글 앨범으로, 1997년 4월 16일 발매되었다. (8cm CD: ESDB-3749) 곡의 가사는 이노우에 요스이가 썼으며, 작곡과 편곡을 오쿠다 타미오가 맡았다. 노래를 부를 때 가벼운 안무를 곁들이며, 안무는 사이조 히데키가 불렀던 〈YOUNG MAN (Y.M.C.A.)〉를 모티브로 한 것으로 보인다. 인상적인 싱글 표지 일러스트가 특징인데, 이 작품의 우측에 이전 싱글 〈서킷의 아가씨〉를 나란히 늘여 놓으면 한 장의 그림처럼 완성된다.
누계 매출은 약 110만 장이며, 일본레코드협회로부터 1997년 6월 밀리언 셀러를 인정받았다. 이 싱글이 발매되기로부터 19년 뒤인 2016년에 PUFFY는 홍백가합전에 처음으로 출연했고, 〈해변에 얽힌 에세트라〉와 데뷔 싱글이었던 〈아시아의 순진〉(アジアの純真 아지아노준신[*]), 이 두 곡을 선보였다. 한편, 이 노래는 2010년부터 겨울철에만 JR 서일본 기노사키온센역의 발차 멜로디로 사용되고 있다.

## 수록곡
| #            | 제목                                                  | 작사            | 작곡          | 편곡          | 재생 시간 |
| ------------ | ----------------------------------------------------- | --------------- | ------------- | ------------- | --------- |
| 1.           | 〈〈해변에 얽힌 에세트라〉〉 (渚にまつわるエトセトラ) | 이노우에 요스이 | 오쿠다 타미오 | 오쿠다 타미오 | 3:52      |
| 2.           | 〈〈해변에 얽힌 에세트라〉〉 (Original Karaoke)       |                 |               |               | 4:31      |
| 총 재생 시간 | 총 재생 시간                                          | 총 재생 시간    | 총 재생 시간  | 총 재생 시간  | 8:23      |